# Robert Delavignette
Robert Louis Delavignette, né le 29 mars 1897 à Sainte-Colombe-sur-Seine (Côte-d'Or) et mort le 4 février 1976 à Paris 7e est un haut fonctionnaire français, directeur de l'École nationale de la France d'outre-mer et spécialiste des questions coloniales.

## Biographie
Né en Bourgogne, issu d'une famille originaire de Belgique (la famille Delavignette détenant la seigneurie de Forest), Robert Delavignette fait de brillantes études secondaires au lycée Carnot de Dijon. Enrôlé en 1916, il est démobilisé en décembre 1919 avec le grade de lieutenant d’artillerie. Il rejoint alors, comme commis aux affaires indigènes, l’Afrique-Occidentale française. Vite remarqué par sa hiérarchie, il entre en mars 1920 au cabinet du gouverneur général de Dakar. L’année suivante, il est reçu à l’École Coloniale, profitant du stage réservé aux fonctionnaires subalternes leur permettant d’intégrer le corps des administrateurs coloniaux.

### En Afrique
Diplômé en 1922,  il sert au Niger (Tessaoua, Dosso puis Ouagadougou) comme adjoint au commandant de cercle. En 1923, administrateur colonial, il fait ouvrir les tombes des capitaines Voulet et de Chanoine tués après leur funeste équipée en 1899 et qu'il découvre vides. Ce mystère, qui lui vaudra une certaine notoriété, ajoute de l'étrangeté à cette affaire sordide. Il devient ensuite chef de subdivision à Banfora (Haute-Volta), poste qu’il occupe jusqu’en 1930.
En janvier 1931, nommé administrateur, il quitte l’Afrique pour Paris où il dirige l’agence économique de l’AOF. À ce poste, en contact étroit avec les milieux politiques et économiques liés aux intérêts coloniaux, il participe, sous la direction de Lyautey, à la préparation de l’exposition coloniale de 1931. Chant du cygne de l’Empire français, ce grand succès de communication ne fut jamais renouvelé.

### L’École nationale de la France d'outre-mer
En mai 1936, remarqué par Marius Moutet, nouveau ministre de la France d’outre-mer, il devient son chef adjoint de cabinet en septembre suivant. Promu administrateur en chef en 1937, Delavignette est alors nommé directeur de l’École nationale de la France d'outre-mer, à la suite d’Henri Gourdon et surtout de Georges Hardy qui avait quelques années plus tôt durablement renforcé cette institution.
Premier directeur à avoir connu les fonctions de terrain, Delavignette s’inscrit dans les pas de ses prédécesseurs. Il continue à faire de l’ENFOM une école de haut niveau, plutôt sélective comme le sera plus tard l’ENA. Il porte de plus la scolarité à quatre années, ajoutant au cursus de formation un stage en territoire. Durant l’Occupation, Delavignette réussit à protéger ses élèves du STO – en les affectant fictivement au service de la main d’œuvre indochinoise – tout en réservant un accueil bienveillant à ceux d’entre eux qui soutiennent la Résistance.

### Nouvelle politique coloniale
En mars 1946, Robert Delavignette est nommé haut commissaire au Cameroun, poste qu’il conserve jusqu’en février 1947. Le mois suivant, alors qu’il vient d’être promu gouverneur général, il est affecté au poste de directeur des affaires politiques du ministère de la France d’Outre-Mer sous l’autorité, une nouvelle fois, de Marius Moutet. À cette place, qui est une des plus élevées de la haute fonction publique de l’époque, il tente d’engager une nouvelle politique coloniale. En désaccord avec le gouvernement quant à la gestion de la situation indochinoise, il démissionne en mai 1951 pour reprendre son poste de professeur à l’ENFOM. Il y enseigne avec brio le droit et les coutumes d’outre-mer, imprimant sa marque à de nombreux élèves qui deviendront plus tard les hauts fonctionnaires de la France ou de pays étrangers. Il y exerce jusqu’en 1962, date de sa retraite. Il siège au Conseil économique et social à partir de 1951.
En 1957, il est nommé par le Président du conseil Guy Molet,  membre de la Commission permanente de sauvegarde des droits et libertés individuelles. Il rédige un rapport relatant les crimes commis en Algérie par les français engagés dans la guerre subversive au nom de la lutte anti-terroriste, et notamment, les exécutions sommaires, la torture et les disparitions forcées. Il démissionne peu après avoir remis son rapport.
Il meurt à Paris le 4 février 1976.

### Vie privée
Il était veuf de Marie-Anne Cernesson qu'il avait épousé à l’issue du conflit mondial, elle même veuve d'Alphonse Mairey, militant socialiste, proche de Jean Jaurès, tué au combat.

## Œuvre littéraire
Robert Delavignette a été un auteur prolifique, réalisant une œuvre originale et variée sur le sens de la colonisation et son évolution inexorable vers les indépendances. Du fait de la longue durée de sa carrière administrative et politique, il en a en effet connu toute l'histoire, de sa stabilisation au début des années 1920 à sa disparition dans les années 1960.